# Localidade de Santo Agostinho
Santo Agostinho é uma localidade rural do município de Conceição de Macabu, dista 9 Km da sede do município, possuindo população estimada em 250 habitantes, espalhados por duas dezenas de propriedades rurais. A economia regional está baseada na agropecuária, em especial a produção leiteira.

## Toponímia
O nome está relacionado a Fazenda Santo Agostinho, a mais importante da localidade e presente na região desde meados do século XIX.

## Geografia
O relevo oscila entre elevações montanhosas, como as Serras de Santo Agostinho, Sobra de Terras, Periquito e Santa Catarina e, baixadas aluviais cortadas pelo Rio Santa Catarina, que nasce na região.
A Mata Atlântica é predominante nas serras, enquanto as baixadas são marcadas pela presença de brejos.

## Economia
- Pecuária de corte - extensiva;
- Pecuária leiteira - extensiva;
- Hotel Fazenda Carrapeta.